# Khutsuri
Le khutsuri ou khoutsouri (géorgien : ხუცური, « écriture d'église ») est un ancien système d'écriture du géorgien
Il combinait les alphabets assomtavrouli (pour les lettres capitales) et nouskhouri (pour les minuscules) ; il fut utilisé à partir du IXe siècle, principalement pour les textes religieux, et déclina à partir du XIe siècle, remplacé par le mkhédrouli (écriture séculière) et sa variante mtavrouli (pour le titrage et les inscriptions monumentales modernes). Cependant l’utilisation liturgique du khoutsouri se poursuivit jusqu'au XVIIIe siècle.

## Représentation informatique
Le nouskhouri (utilisé pour les minuscules de l’écriture liturgique khoutsouri) est l’alphabet principal, représenté par les caractères Unicode U+2D00 à U+10CF, sur un bloc séparé, qui a été alloué ultérieurement.
| en fr  | 0 | 1 | 2 | 3 | 4 | 5 | 6 | 7 | 8 | 9 | A | B | C | D | E | F |
| ------ | - | - | - | - | - | - | - | - | - | - | - | - | - | - | - | - |
| U+2D00 | ⴀ | ⴁ | ⴂ | ⴃ | ⴄ | ⴅ | ⴆ | ⴇ | ⴈ | ⴉ | ⴊ | ⴋ | ⴌ | ⴍ | ⴎ | ⴏ |
| U+2D10 | ⴐ | ⴑ | ⴒ | ⴓ | ⴔ | ⴕ | ⴖ | ⴗ | ⴘ | ⴙ | ⴚ | ⴛ | ⴜ | ⴝ | ⴞ | ⴟ |
| U+2D20 | ⴠ | ⴡ | ⴢ | ⴣ | ⴤ | ⴥ |   | ⴧ |   |   |   |   |   | ⴭ |   |   |

L'alphabet assomtavrouli (utilisé seulement pour les capitales traditionnelles du khoutsouri, notamment les lettrines en début de vers ou de paragraphe et les titres dans les anciens manuscrits enluminés) est représenté par les caractères Unicode U+10A0 à U+10CF, dans la première moitié d'un bloc qui contient également (dans la seconde moitié) les lettres de l'alphabet mkhédruli moderne (complété de quelques autres lettres pour des variantes modernes du géorgien et la transcription moderne d'autres langues caucasiennes, mais pas utilisé en khoutsouri) ainsi qu'un signe de ponctuation utilisé comme séparateur de paragraphe (parfois utilisé dans les textes khoutsouri non présentés en vers).
| en fr  | 0 | 1 | 2 | 3 | 4 | 5 | 6 | 7 | 8 | 9 | A | B | C | D | E | F |
| ------ | - | - | - | - | - | - | - | - | - | - | - | - | - | - | - | - |
| U+10A0 | Ⴀ | Ⴁ | Ⴂ | Ⴃ | Ⴄ | Ⴅ | Ⴆ | Ⴇ | Ⴈ | Ⴉ | Ⴊ | Ⴋ | Ⴌ | Ⴍ | Ⴎ | Ⴏ |
| U+10B0 | Ⴐ | Ⴑ | Ⴒ | Ⴓ | Ⴔ | Ⴕ | Ⴖ | Ⴗ | Ⴘ | Ⴙ | Ⴚ | Ⴛ | Ⴜ | Ⴝ | Ⴞ | Ⴟ |
| U+10C0 | Ⴠ | Ⴡ | Ⴢ | Ⴣ | Ⴤ | Ⴥ |   | Ⴧ |   |   |   |   |   | Ⴭ |   |   |

|        | 0 | 1 | 2 | 3 | 4 | 5 | 6 | 7 | 8 | 9 | A | B | C | D | E | F |
| ------ | - | - | - | - | - | - | - | - | - | - | - | - | - | - | - | - |
| U+10D0 | ა | ბ | გ | დ | ე | ვ | ზ | თ | ი | კ | ლ | მ | ნ | ო | პ | ჟ |
| U+10E0 | რ | ს | ტ | უ | ფ | ქ | ღ | ყ | შ | ჩ | ც | ძ | წ | ჭ | ხ | ჯ |
| U+10F0 | ჰ | ჱ | ჲ | ჳ | ჴ | ჵ | ჶ | ჷ | ჸ | ჹ | ჺ | ჻ | ჼ | ჽ | ჾ | ჿ |